# Rasgo gramatical
Un rasgo gramatical, o categoría gramatical en algunas terminologías, es un conjunto de valores posibles que representan diferentes realizaciones de una característica lingüística. Ejemplos de rasgos gramaticales son el caso (cuyos valores en una lengua podrían incluir nominativo, acusativo,...), el género (masculino, femenino, neutro,...) o el número (singular, plural, dual,...).

## Introducción
Las sintaxis de una lengua determina con qué otros elementos o palabras puede combinarse un elemento o palabra dada. Frecuentemente, las combinaciones posibles pueden ser analizadas en términos de rasgos gramaticales. Por ejemplo en español dentro de un sintagma nominal se requiere concordancia de número y género:
(1a) la hija pequeña de María
En ese sintagma la, hija y pequeña comparten la marca de femenino en -a, en términos sintácticos se dice que las tres palabras comparten el valor del rasgo gramatical de género. Si algún elemento no compartiera dicho rasgo resultaría una oración incorrecta:
(1b) *el hija pequeña de María
(1c) *la hija pequeño de María
Por ejemplo, en muchas lenguas el objeto de un verbo debe tener una marca morfológica de caso, es decir, la forma de la palabra de objeto debe tener un cierto valor del rasgo gramatical de caso, de lo contrario la oración es incorrecta. Así en latín sólo la primera de estas oraciones es correcta:
(2a) Caesar amavit Cleopatram
(2b) *Caesar amavit Cleopatra
'César amó a Cleopatra'
La oración (2a) es correcta porque el nombre propio Cleopatra está marcado con un -m de acusativo, mientras que en la segunda esta marca no aparece y por tanto el valor del rasgo de caso es incorrecto.

## Asignación de rasgo
En una construcción sintáctica bien construida todos los elementos susceptibles de expresar rasgos gramaticales deben tener asignado el valor correcto de dicho rasgo (es decir, deben tener la forma correcta de acuerdo a su función sintáctica, las reglas de concordancia, etc.) Existen diversas posibilidades combinatorias en las cuales el procedimiento de asignación de valores de rasgos gramaticales difiere, como muestra la siguiente tabla:
| Asignación inherente (no sintáctica) | Asignación inherente (no sintáctica) | Asignación contextual (sintáctica) | Asignación contextual (sintáctica) |
| Asignación fija                      | Asignación semántica                 | Concordancia gramatical            | Rección gramatical                 |
Los mecanismos de asignación son:
- Mecanismos inherentes, no dependientes de factores sintácticos, entre ellos están:
  - La asignación fija es la que se da en lengua en que las palabras por su terminación o características tienen un género inherente, así en español las palabras mujer, niña, casa, felicidad son invariablemente femeninas (asignación fija), e igualmente las palabras hombre, niño, árbol, amor son invariablemente masculinos.
  - La asignación semántica depende de factores semánticos, algunas palabras como artista, estudiante, juez, médico pueden funcionar como masculinos o femeninos, así se puede tener la artista, la estudiante, la juez, la médico y también puede tenerse el artista, el estudiante, el juez, el médico.
- Mecanismos contextuales, que dependen de las combinaciones sintácticas y vienen dados por un elemento llamado controlador con que debe existir una relación de concordancia o de rección:
  - Concordancia gramatical, dos o más elementos dentro de un sintagma o una oración deben compartir cierto valor de un rasgo gramatical. Así un verbo conjugado en español concuerda en persona y número con el sujeto (en algunas lenguas también en género), o un adjetivo en muchas lenguas concuerda con en caso, género y número con nombre al que complementa.
  - Rección gramatical, esta se da cuando un elemento que rige a otro requiere que el elemento regido tenga cierto valor de un rasgo para ser correctamente interpretado, así en lenguas con caso gramatical el objeto directo y el objeto indirecto deben adoptar formas especiales para indicar su papel temático o función sintáctica.